# Ganina Jama
Ganina Jama (in russo Ганина Яма?) è una miniera abbandonata vicino a Koptjaki, un villaggio dell'oblast' di Sverdlovsk, non lontano da Ekaterinburg, nota per essere stata per breve tempo il primo luogo di sepoltura della famiglia Romanov subito dopo la loro esecuzione nel 1918; quando poi i bolscevichi si resero conto che il luogo di sepoltura non era più un segreto, la notte successiva alla prima sepoltura trasferirono i corpi in un'altra zona. La Chiesa ortodossa nel 2001 vi costruì il monastero dei Sacri Portatori della Passione Imperiale e vi vennero edificate alcune cappelle dedicate ai membri della famiglia.

## Storia
La miniera era un pozzo profondo 9 piedi ed era situato nella "Miniera dei Quattro Fratelli" vicino al villaggio di Koptjaki, 15 km a nord di Ekaterinburg. Nelle prime ore dell'alba del 17 luglio 1918, dopo l'esecuzione della condanna a morte della famiglia Romanov nella Casa Ipat'ev, i corpi dello zar Nicola II di Russia e della sua famiglia furono segretamente trasportati a Ganina Jama e gettati nella fossa.

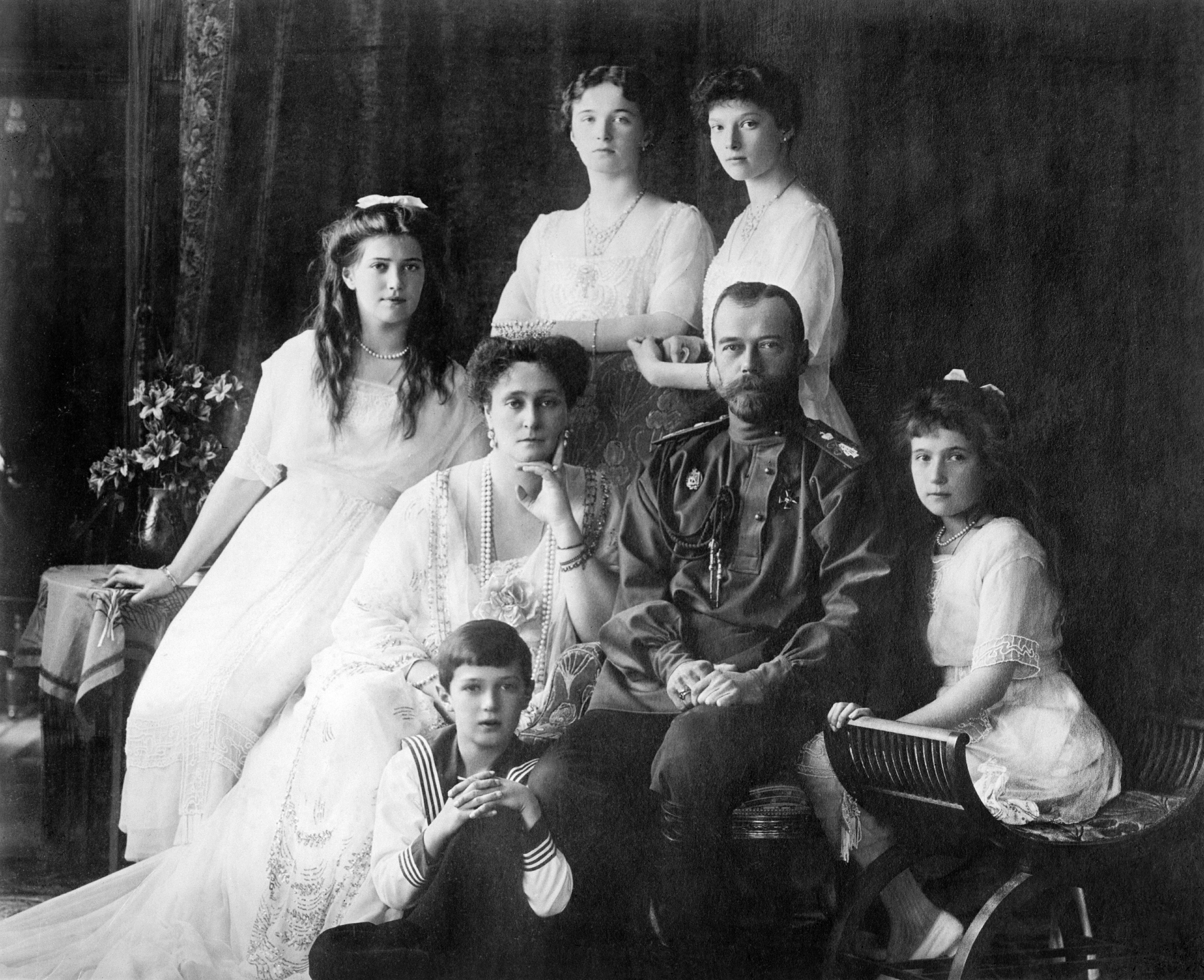
Nicola II con la sua famiglia (circa 1913). Seduti (da sinistra verso destra) Marija, l'Imperatrice Aleksandra, lo zar Nicola II, Anastasija, Aleksej (davanti), e in piedi (da sinistra verso destra), Ol'ga e Tat'jana.

Una settimana dopo, l'Armata Bianca conquistò la zona degli Urali (compresa Ekaterinburg) e eseguì un'indagine sulla sorte della famiglia imperiale. Un esteso rapporto ha concluso che i resti della famiglia reale erano stati cremati nella miniera, poiché vennero ritrovate solo tracce di fuoco e di ossa carbonizzate ma nessun corpo. Ma i bolscevichi, rendendosi conto che il luogo di sepoltura non era più un segreto, erano tornati sul posto la notte dopo la prima sepoltura per trasferire i corpi in un'altra area. Il rapporto segreto bolscevico sull'esecuzione e la sepoltura non forniva la posizione del secondo luogo di sepoltura, ma la descrizione forniva vari indizi.
Il secondo sito di sepoltura, un campo noto come Porosënkov Log (Поросёнков лог, "Burrone dei maialini") a quattro miglia e mezzo da Ganina Jama (56.9113628 ° N 60.4954326 ° E), fu scoperto alla fine degli anni '70 attraverso ricerche monarchiche clandestine ma tenuto segreto finché il clima politico cambiò nel 1989. Nel 1995, i resti trovati nella gola di Porosënkov furono identificati come quelli dei Romanov usando il DNA dei parenti viventi dei genitori di Nicola e Aleksandra. Il pozzo di sepoltura di Porosënkov è contrassegnato da una croce e un semplice paesaggio del pozzo di sepoltura. Una seconda fossa più piccola si trovava nella gola di Porosënkov e nel 2007 e conteneva i resti dei bambini Romanov scomparsi dalla tomba più grande. Ulteriori scavi erano previsti per l'estate del 2009.
La Chiesa ortodossa russa, basandosi sui resoconti dell'Armata bianca in preferenza ai rapporti bolscevichi, e dubitando dell'identificazione del DNA, dichiarò sacro il sito di Ganina Jama (anche i discendenti della famiglia Romanov dubitano dell'identificazione del DNA). La famiglia imperiale e il loro seguito erano stati canonizzati nel 1981 dalla Chiesa ortodossa russa all'estero (in esilio). I motivi erano quindi dedicati a onorare l'umiltà della famiglia durante la cattura e il loro status di martiri politici. Con l'aiuto finanziario dell'Ural Mining and Metallurgical Company, la Chiesa costruì il monastero dei Sacri Portatori della Passione Imperiale nel sito nel 2001. Un'alta croce segna il bordo del pozzo della miniera, visibile come una depressione nel terreno.
In seguito furono costruite sette cappelle, una per ciascun membro della famiglia reale. Ogni cappella è dedicata a un particolare santo o reliquia. Il Catholicon è dedicato alla Theotokos Derzhavnaya, un'icona particolarmente venerata dai monarchici; bruciata il 14 settembre 2010, ma ora è stata completamente restaurata. Nell'anniversario della morte della famiglia, il 17 luglio, un servizio di una notte si svolge presso la Chiesa di Tutti i Santi (Cattedrale sul sangue) sul sito della Casa Ipatiev. All'alba, una processione marcia per quattro ore a Ganina Jama per un'altra cerimonia. L'ex miniera è attualmente ricoperta di piante di giglio.
Il monastero venne più volte bruciato.

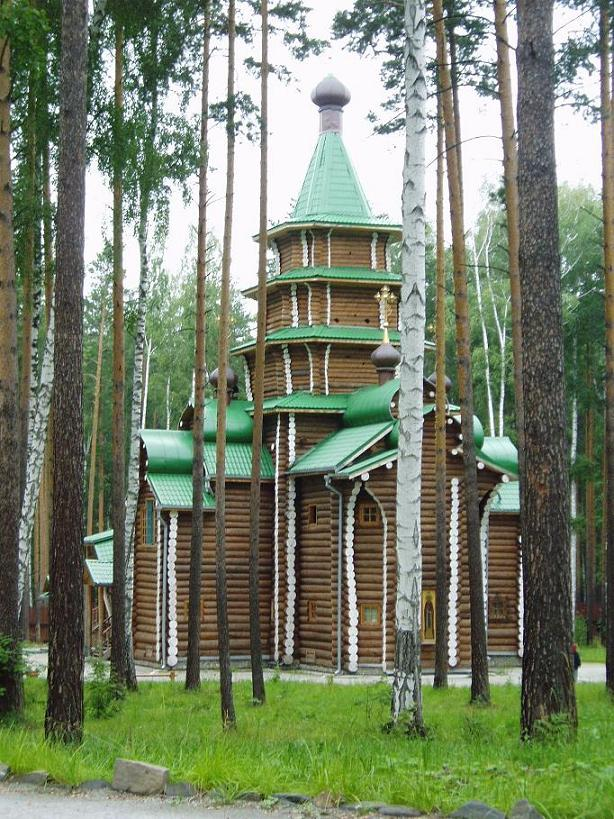
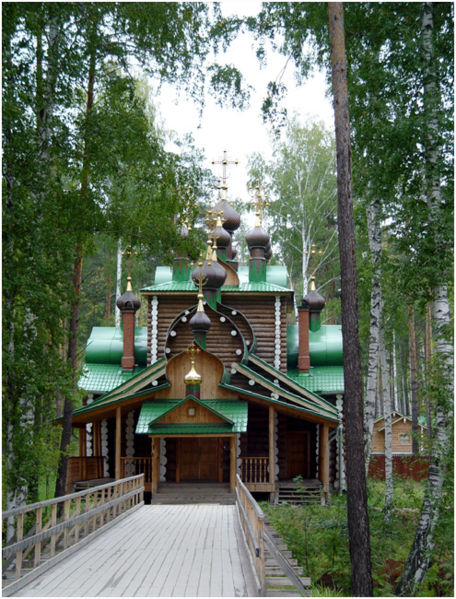
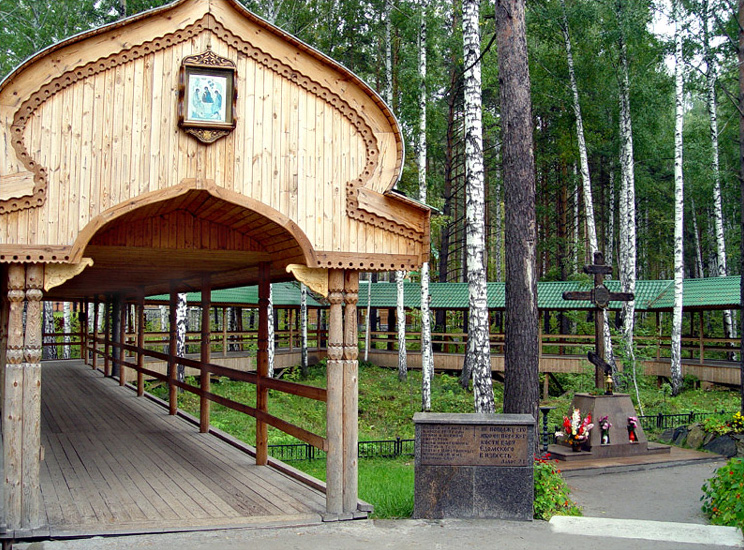